# GoHands
GoHands(고핸즈, 일본어: 株式会社GoHands)는 사테라이트의 전 오사카 스튜디오가 2008년에 설립한 일본의 애니메이션 제작사이다.
사테라이트에서 제작을 맡은 키시모토 링고가 오사카 스튜디오, 도쿄의 제2스튜디오의 스태프와 함께 2008년 8월에 독립해 창업해, 2009년 7월 방송 개시한 텔레비전 애니메이션 《프린세스 러버!》로 데뷔했다. 많은 작품에서 'GoHands', 'GO HANDS', 'ゴーハンズ'라고 크레딧된다.
회사명의 유래는 '애니메이션으로 밥을 먹고 싶다', 'Go(가는) Han(오사카(大阪)의 한(阪))' 등 여러 의미가 있다. 방송일까지 완전납품할 방침 때문에 모두 사내 에서 제작하는 'in house' 체제로 제작기간도 오래 걸린다.
불필요한 선전을 하지 않고, 만든 필름으로 승부하고 싶다고 하는 이유로, 홈페이지나 트위터 계정을 가지지 않는다.
도쿄도 스기나미구 고엔지에 도쿄 스튜디오가 있다.

## 작품

### TV 애니메이션
- 프린세스 러버! (2009년)
- 체브라시카 아레레 (2009년)
- 학생회 임원들 (2010년)
- K (2012년)
- 코펠리온 (2013년)
- 학생회 임원들* (2014년)
- K RETURN OF KINGS (2015)
- 핸드 셰이커 (2017년)
- W'z (2019년)
- 프레이터의 상처 (2021년)
- 야무진 고양이는 오늘도 우울 (2023년)
- 좋아하는 애가 안경을 깜빡했다 (2023년)
- 모멘터리 릴리 (2025년)

### OVA
- 학생회 임원들 (2011년)
- 아침까지 수업Chu! (2012년)
- 학생회 임원들 (2014년)

### 극장 애니메이션
- 마르두크 스크램블
- 학생회 임원들
- K (애니메이션)